# Outcast (film, 1922)
Pour les articles homonymes, voir Outcast.
Pour plus de détails, voir Fiche technique et Distribution.
Outcast est un film muet américain réalisé par Chester Withey et sorti en 1922.

## Synopsis
Valentine Moreland a épousé son mari uniquement pour son argent et a rejeté Geoffrey Sherwood. Ce dernier ressent vivement ce rejet et son ami Tony Hewlitt le trouve seul dans son appartement en train de boire. Ailleurs, Miriam, qui a été abandonnée par son mari et dont l'enfant est mort de négligence, est forcée de vivre dans la rue lorsque le loyer de sa chambre est en retard. Alors qu'elle est sortie, Tony pulvérise de l'eau gazeuse par la fenêtre qui atteint Miriam. Invitée chez eux pour s'excuser du jet gazeux, Tony lui propose de lui racheter un nouveau chapeau. Elle raconte son histoire à Geoffrey, et il voit qu'il n'est pas pire que les autres hommes. Miriam travaille avec Geoffrey dans son entreprise sud-américaine et il l'aide à trouver un appartement. Elle l'aime et essaie de gagner son affection, mais il est retenu par son souvenir pour Valentine.
Valentine est fatiguée de son mari âgé et vient chercher Geoffrey dans son appartement au moment où Miriam arrive et voyant que Geoffrey est épris de Valentine, décide de partir. Valentine regarde par la fenêtre et, voyant son mari John entrer dans la maison, panique. Miriam cache alors Geoffrey et Valentine dans la pièce voisine et quand John entre, la convainc qu'elle est la maîtresse de Geoffrey. Après le départ de John, Valentine décide de rejoindre son mari tandis que Miriam part  après avoir laissé une lettre à Geoffrey indiquant son intention de se suicider. Elle part sur un bateau en direction de l'Amérique du Sud. Geoffrey la poursuit dans un hydravion et la sauve lorsqu'elle saute du navire. Ils s'avouent leur amour, se marient et passent leur lune de miel à Rio.

## Fiche technique
- Titre : Outcast
- Réalisation : Chester Withey
- Scénario : Josephine Lovett, d'après la pièce de Hubert Henry Davies
- Photographie : Ernest Haller
- Montage :
- Décors :
- Costumes :
- Producteur :
- Société de production : Famous Players-Lasky Corporation
- Société de distribution : Paramount Pictures
- Pays de production :  États-Unis
- Langue : film muet avec les intertitres en anglais
- Format : Noir et blanc — 35 mm — 1,33:1 — Muet
- Genre :
- Durée : 70 minutes (1 h 10)
- Date de sortie : 
  - États-Unis : décembre 1922

## Distribution
- Elsie Ferguson : Miriam
- David Powell : Geoffrey Sherwood
- William David : Tony Hewlitt
- Mary MacLaren : Valentine Moreland
- Charles Wellesley : John Moreland
- Teddy Sampson : Nellie Essex
- William Powell : DeValle
- Frank Hagney : non crédité